# Sidastrum
Sidastrum es un género con diez especies de fanerógamas perteneciente a la familia  Malvaceae.

## Especies
- Sidastrum acumenatum
- Sidastrum acuminatum
- Sidastrum burrerense
- Sidastrum lodiegense
- Sidastrum micranthum
- Sidastrum multiflorum
- Sidastrum paniculatum
- Sidastrum quinquenervium
- Sidastrum strictum
- Sidastrum tehuacanum

- Datos: Q9077005
- Multimedia: Sidastrum / Q9077005
- Especies: Sidastrum